# Masika Yalala
Dyna Masika Yalala, est une microbiologiste et femme politique de République démocratique du Congo, née en 1964 à Beni (Nord-Kivu).

## Biographie

### Études
Elle suit des études de biologie à Butembo puis de microbiologie à l'université de Kisangani. Le 13 avril 2021, elle présente une thèse de doctorat en biologie à l'UNIKIN, sur des moisissures présentes dans la fermentation du manioc.

### Cursus professionnel
D'abord enseignante à l'institut Majengo de Goma, elle est nommée en 1999 directrice de l'Institut supérieur des techniques médicales de Beni. Elle devient en 2005 chef de travaux à l'Institut supérieur pédagogique de La Gombe avant de rejoindre l'Institut supérieur des techniques médicales de Beni de 2010 à 2016.
Elle est présidente du conseil d'administration de la REGIDESO de 2011 à 2017, où elle doit faire face à des difficultés graves de l'entreprise,.

### Engagement politique
Elle est désignée comme délégué (député) de l'organisation Société Civile/Nord Kivu (Beni) en 2002, et signe un pacte national pour la gestion de la transitions de la RDC. Elle accède à ses fonctions ministérielles dans le gouvernement de transition mis en place en 2003, en qualité de vice-ministre à l'Éducation primaire, professionnelle et secondaire de 2003 à 2005.

## Publications
- Évaluation de la qualité sanitaire du Kithabiro, 2023[7].